# Heterodontosauridae
Heterodontosauridae este o familie de dinozauri ornitischieni care au fost probabil printre cei mai bazali (primitivi) membri ai grupului.
Deși fosilele lor sunt relativ rare și grupul lor mic ca număr, au fost găsite pe toate continentele, cu excepția Australiei și Antarcticii, cu o gamă cuprinsă între Jurasicul timpuriu și Cretacicul timpuriu.
Heterodontosauridele erau dinozauri de mărimea unei vulpi, cu o lungime mai mică de 2 metri (6,6 picioare), inclusiv o coadă lungă.